# Vavoua
 (mai 2024).
La mise en forme du texte ne suit pas les recommandations de Wikipédia : il faut le « wikifier ».
Les points d'amélioration suivants sont les cas les plus fréquents. Le détail des points à revoir est peut-être précisé sur la page de discussion.
- Les titres sont pré-formatés par le logiciel. Ils ne sont ni en capitales, ni en gras.
- Le texte ne doit pas être écrit en capitales (les noms de famille non plus), ni en gras, ni en italique, ni en « petit »…
- Le gras n'est utilisé que pour surligner le titre de l'article dans l'introduction, une seule fois.
- L'italique est rarement utilisé : mots en langue étrangère, titres d'œuvres, noms de bateaux, etc.
- Les citations ne sont pas en italique mais en corps de texte normal. Elles sont entourées par des guillemets français : « et ».
- Les listes à puces sont à éviter, des paragraphes rédigés étant largement préférés. Les tableaux sont à réserver à la présentation de données structurées (résultats, etc.).
- Les appels de note de bas de page (petits chiffres en exposant, introduits par l'outil «  Source ») sont à placer entre la fin de phrase et le point final[comme ça].
- Les liens internes (vers d'autres articles de Wikipédia) sont à choisir avec parcimonie. Créez des liens vers des articles approfondissant le sujet. Les termes génériques sans rapport avec le sujet sont à éviter, ainsi que les répétitions de liens vers un même terme.
- Les liens externes sont à placer uniquement dans une section « Liens externes », à la fin de l'article. Ces liens sont à choisir avec parcimonie suivant les règles définies. Si un lien sert de source à l'article, son insertion dans le texte est à faire par les notes de bas de page.
- La présentation des références doit suivre les conventions bibliographiques. Il est recommandé d'utiliser les modèles {{Ouvrage}}, {{Chapitre}}, {{Article}}, {{Lien web}} et/ou {{Bibliographie}}. Le mode d'édition visuel peut mettre en forme automatiquement les références.
- Insérer une infobox (cadre d'informations à droite) n'est pas obligatoire pour parachever la mise en page.

Pour une aide détaillée, merci de consulter Aide:Wikification.
Si vous pensez que ces points ont été résolus, vous pouvez retirer ce bandeau et améliorer la mise en forme d'un autre article.
Vavoua est une ville et un chef-lieu du département de la Côte d'Ivoire située au centre-ouest du pays, dans la région du Haut-Sassandra, dite boucle du cacao, proche de Gagnoa et Daloa. C'est une préfecture située à 54 km au nord de Daloa.

## Description
Le département de Vavoua compte 477 154 habitants ; avec 255 203 hommes et 221 951 femmes (RGPH 2021). Il  est subdivisé en six sous-préfectures.
- sous-préfecture de Séitifla : 109 252 habitants ;
- sous-préfecture de Dania : 106 612 habitants ;
- sous-préfecture  de Bazra-Natis : 67 048 habitants ;
- sous-préfecture de Dananon : 36 764 habitants ;
- sous-préfecture de KÉTRO-BASSAM : 26 968 habitants.

Les sous-préfecture de Dananon, Bazra-Natis et Ketro-Bassam constituent un ensemble d'une seule sous-préfecture fonctionnelle.

## Historique
La commune de vavoua a une population de 132 528 habitants. Les subdivisions en cantons sont Sétis, Natis, Gotron, Bronon, Gnadeboa et Sokya. Le département de Vavoua est peuplé par une population locale 35 à 40 % d'allochtones et d'allogènes. On trouve les Sokuya au sud sur l'axe Daloa-Vavoua à partir de Bonoufla, à l'est sur l'axe Zuénoula-Vavoua et Gbêwo  à l'ouest sur l'axe Pélézi-Vavoua à partir de Kétro-Bassam. Les Gouros sont dans les cantons, les Sétis (vers Man à l'ouest), les Natis (vers Séguéla au nord) et les Brono-Gotron à l'est. Les Gnandeboa sont au sud-ouest de Vavoua entre Daloa et Pelezi. Le département comprend trois sous-préfectures fonctionnelles qui sont la sous-préfecture centrale, la sous-préfecture de Seïtifla et celle de Dania. Les sous-préfectures de Dananon, Bazra-Natis et Ketro-Bassam n'ont toujours pas[Quand ?] été pourvues aux administrateurs.

## Administration
Une loi de 1978 a institué 27 communes de plein exercice sur le territoire du pays.
| Date d'élection | Identité        | Parti    | Qualité                                      | Statut          |     |
| --------------- | --------------- | -------- | -------------------------------------------- | --------------- | --- |
| 1960            | Hua Boua Jules  |          | PDCI-RDA                                     | Homme politique | élu |
| 1980            | Hua Boua Jules  | PDCI-RDA | Homme politique                              | élu             |     |
| 1985            | Hua Boua Jules  | PDCI-RDA | Homme politique                              | élu             |     |
| 1990            | Hua Boua Jules  | PDCI-RDA | Homme politique                              | élu             |     |
| 1995            | Hua Boua Jules  | PDCI-RDA | Homme politique                              | élu             |     |
| 2001            | Diro Théodule   | RDR      | Homme politique                              | élu             |     |
| ?               | konaté Soualiho | ?        | Administrateur civile 1er préfet de la ville | Nomination      |     |

| Date d'élection | Identité        | Parti | Qualité         | Statut |
| --------------- | --------------- | ----- | --------------- | ------ |
| 2001            | YUE BI Séraphin | FPI   | Homme politique | élu    |

## Représentation politique
4 postes de députés dans le département administratif [réf. souhaitée] :
- Honorable Gohi-Drigoné Bi Tchan Faustin, 1er mandat 2021 ;
- Honorable Tra Bi Sui Guillaume, Seïtifla, 2 mandats depuis 2016 (RHDP). Député en fonction ;
- Honorable Sanogo Oumar, Vavoua commune et sous-préfecture. 2 mandats depuis l'année 2016 (RHDP). Député en fonction ;
- Honorable Vedea Blikan Élisabeth épouse Tehe, Dania, 3 mandats depuis l'année 2011 (RHDP). Députée en fonction ;
- Toalo Bi Doulo, Vavoua commune et sous-préfecture, 2 mandats de 2011 à 2021(RHDP). Député sortant ;
- Manou Bi Koueli, 2 mandats de 2001 à 2016 ( PDCI/RHDP). Député sortant ;
- Gouali Dodo Junior, 1 mandat de 2001 à 2011 (PDCI) ;
- Bouama Odette, 1 mandat de 2001 à 2011 ;
- Mtto Joseph, Dania sous-préfecture de 2001 à 2011, député sortant.

## Économie
L'économie de Vavoua repose principalement sur l'agriculture. En 2024, le département a produit plus de 78 000 tonnes de riz, malgré une baisse de la pluviométrie observée ces dernières années. La région est également connue pour la production de café et de cacao, bien que la production de coton ait récemment connu une baisse.

## Société

### Démographie
| Recensement 1975 | Recensement 1988 | Calculation 2010 | 2021    |
| ---------------- | ---------------- | ---------------- | ------- |
| 6 957            | 17 717           | 37 581           | 132 328 |

## Éducation
Vavoua dispose de plusieurs établissements d'enseignement secondaire, tels que le collège Léon Gontran-Damas et le collège privé l'Éperlan, offrant des formations de la 6e à la terminale. En 2025, une caravane d'orientation a été organisée pour aider les élèves à mieux choisir leurs filières professionnelles et techniques.
Le département compte aussi une institution de formation et d'éducation féminine située au chef-lieu, l'un des 90 centres de cette nature existant dans le pays. Cette institution a pour objet de permettre aux femmes analphabètes, aux jeunes filles non scolarisées ou déscolarisées, aux femmes agricultrices de trouver une opportunité pour le développement d'aptitudes nouvelles permettant leur insertion ou leur autonomisation.

### Religion
La ville dispose d'un Temple de la Révolution chrétienne du ministère Zobel Agodio (MZA), paroisse catholique, la paroisse du Sacré-Cœur, au sein du diocèse de Daloa, d'une grande mosquée et une église évangélique Meici.

## Économie
Dans la région, on cultive la banane plantain, l'igname, le riz, le cacao,, le café,
, le coton, etc.

## Villes voisines
- Daloa au sud.
- Séguéla au nord.
- Kouibly à l'ouest.
- Zuénoula vers l'est